# Општина Драђешти (Бихор)
Драђешти (рум. Drăgeşti) општина је у Румунији у округу Бихор.
Oпштина се налази на надморској висини од 273 m.